# Federação de Voleibol de Trindade e Tobago
A Federação de Voleibol de Trindade e Tobago (em inglesːTrinidad e Tobago Volleyball Federation,,TTVF) é uma organização fundada em 1964 que governa a pratica de voleibol em Trindade e Tobago, sendo membro da Federação Internacional de Voleibol, a entidade é responsável por organizar os campeonatos nacionais de voleibol masculino e feminino no país.